# Akdoğan, Kızılcahamam
Akdoğan là một xã thuộc huyện Kızılcahamam, tỉnh Ankara, Thổ Nhĩ Kỳ. Dân số thời điểm năm 2011 là 178 người.